# Лапидот, Рут
Рут Лапидот (ивр. רות לפידות‎, урождённая Эшельбахер, нем. Eschelbacher; род. 1930, Германия) — израильский учёный-правовед, специалист по морскому праву (в том числе вопросам свободы судоходства) и правовому статусу Иерусалима. Член израильской делегации в ООН (1976), Постоянной палаты третейского суда (Гаага, с 1989), профессор Еврейского университета в Иерусалиме (1980—2002). Лауреат Премии Израиля в области права (2006).

## Биография
Родилась в 1930 году в Германии в семье дантистов Оскара Ашера Эшельбахера и Сельмы Сары Эшельбахер (урожд. Роер). Вторая дочь в семье: старшая сестра Хана родилась в 1925 году. В семье Эшельбахеров были сильны сионистские настроения, Рут начинала учиться в еврейской школе и в 1938 году вместе с семьёй иммигрировала в подмандатную Палестину, где поселилась в Рамат-Гане. В Палестине девочка быстро освоила иврит и демонстрировала значительные успехи в учёбе, экстерном окончив два класса средней школы. Активно занималась спортом (чемпион страны среди девочек по толканию ядра) и музыкой, по окончании школы на год отправилась в Париж продолжать учёбу игре на фортепиано.
После основания Израиля вернулась домой и вступила в ряды АОИ, в 1948—1949 годах служила санитаркой в 8-й бригаде, которая вела бои на юге. По воспоминаниям Лапидот, непосредственный опыт заботы о тяжелораненных впоследствии поддерживал её убеждения о необходимости мира на Ближнем Востоке. Эти соображения оказали влияние на выбор ею профессии юриста, специализирующегося в международном праве: с её точки зрения, именно в этой области лежало мирное решение ближневосточного конфликта.
Получила степень магистра права с отличием в Еврейском университете в Иерусалиме в 1954 году, получила право пройти практику в Верховном суде Израиля. Завершила юридическое образование в Парижском университете со степенью доктора международного права, также полученной с отличием. Одновременно в Институте высших международных исследований Парижского университета изучала процесс заключения международных соглашений с участием Израиля. В годы учёбы неоднократно получала поощрительные стипендии за научные исследования, позволившие опубликовать несколько монографий. В 1956 году вышла замуж за Арье Лапидота, специалиста по налоговому праву и будущего профессора Университета имени Бар-Илана. Лапидоты поселились в Иерусалиме, в дальнейшем в этом браке родились трое детей — Михаэль (1959, погиб в рядах АОИ в 1982 году), Тамар (1963) и Амос (1965).
С 1956 года работала в Еврейском университете в Иерусалиме (с 1980 по 2002 год — полный профессор). Помимо Еврейского университета, работала как преподаватель или приглашённый исследователь в ряде научных организаций и вузов в других странах, включая Парижский, Нью-Йоркский, Женевский, Джорджтаунский, Мюнхенский и Мельбурнский университеты, Международный научный центр имени Вудро Вильсона; Исследовательский центр Белладжо и Институт мира США. Первоначально специализировалась на юридических аспектах свободы судоходства — вначале в отношении Тиранского пролива и Суэцкого канала, а позднее в отношении свободы судоходства в проливах в целом и правового статуса Красного моря, опубликовав монографии по обеим темам. Позже занялась исследованиями основных юридических аспектов израильско-палестинского конфликта, включая статус беженцев, правовые аспекты автономии и статус Иерусалима. По последней теме Лапидот сформировала команду специалистов, всесторонне изучающую положение Старого города и прилегающих территорий. В рамках этой работы группа Лапидот в дальнейшем опубликовала ряд предложений по возможному будущему мирному урегулированию в Иерусалиме. За Лапидот закрепилась репутация одного из ведущих мировых специалистов по правовому статусу Иерусалима.
В 1976 году включена в состав делегации Израиля в ООН, была делегатом Международной конференции по гуманитарному праву (1977) и международной конференции Красного Креста (1981). В 1979 году назначена юридическим советником министерства иностранных дел Израиля. Участвовала в создании контингента Многонациональных сил и наблюдателей на Синайском полуострове, выработке формулировок по будущему статусу палестинской национальной автономии на основе Кэмп-Дэвидских соглашений и установлении окончательной египетско-израильской границы у залива Акаба. Работа Лапидот над вопросами национальной автономии завершилась выходом книги, принесшей ей репутацию ведущего специалиста в данной области, и в дальнейшем она была приглашена в консультативный совет при ведомстве Верховного комиссара по делам национальных меньшинств в Организацию по безопасности и сотрудничеству в Европе. Её работа в 1986—1988 годах в составе арбитражной комиссии по установлению государственной границы также удостоилась международного внимания, и с 1989 года она стала членом Постоянной палаты третейского суда в Гааге.
После выхода на пенсию в 2002 году — профессор-эмерит Еврейского университета в Иерусалиме и профессор права в Колледже исследований менеджмента (Ришон-ле-Цион). Научные и прикладные достижения профессора Лапидот отмечены премией Американского общества международного права в 2000 году и премией имени Оскара и Эдны Гасс за исследования Иерусалима в 2001 году. В 1995 году стала участницей церемонии возжигания огня на праздновании Дня независимости Израиля. В 2006 году удостоена Премии Израиля в области права.